# Ida Brander

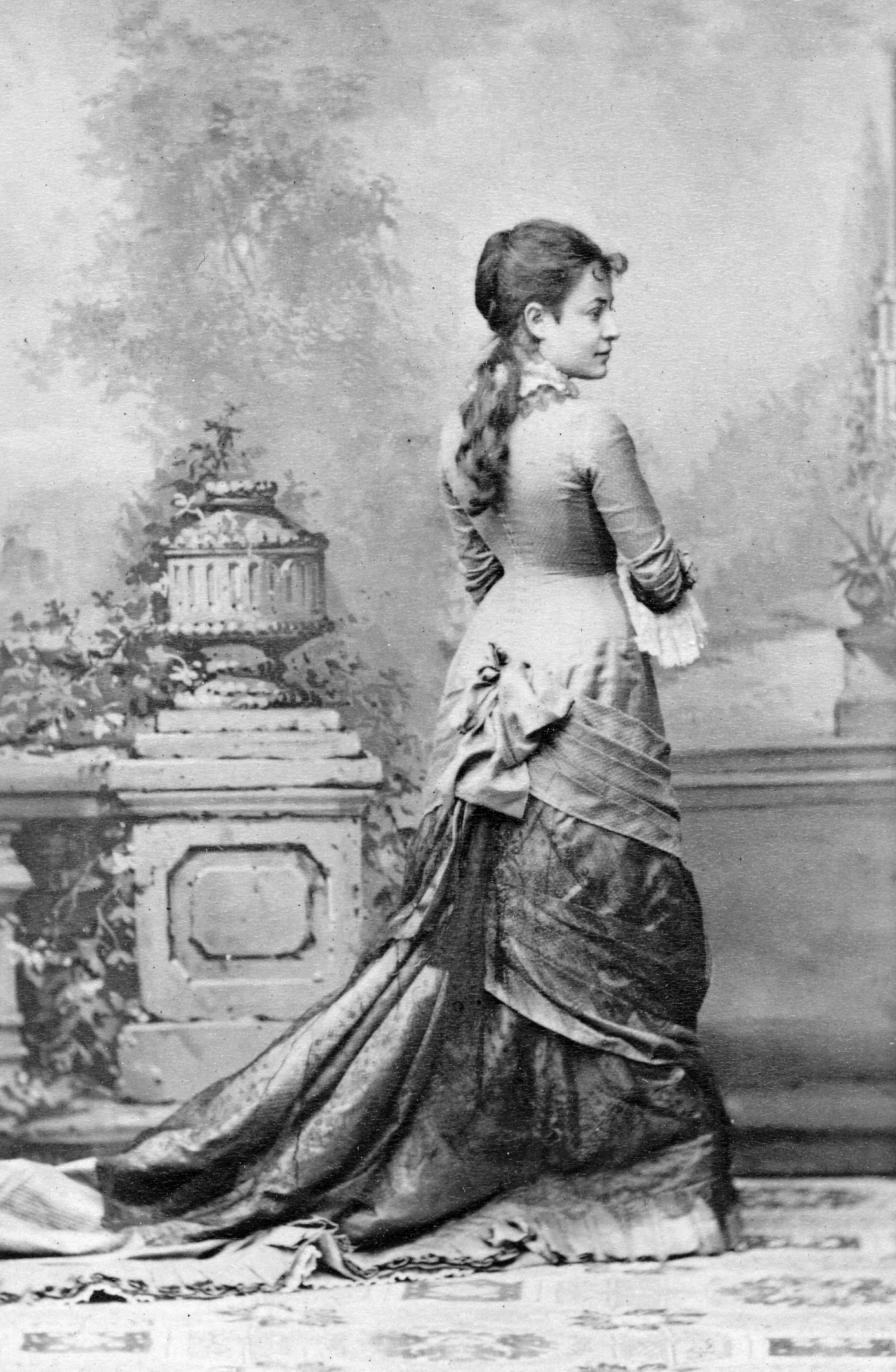
Ida Brander

Ida Brander (1857–1931), fue una actriz de teatro finesa-sueca.
Ida Brander se formó en la Ópera Real de Suecia. Fue contratada en el Teatro Sueco de Helsinki entre 1877 y 1916, donde se convirtió en una de las principales atracciones del teatro y tuvo una larga y exitosa carrera, "en la que finalmente se le dio la oportunidad de mostrar su brillante talento. Una y otra vez, interpretó numerosos papeles con un éxito fulgurante entre el público y el reconocimiento unánime de la crítica".

## Lectura adicional
- Ida Brander en Svenskt kvinnobiografiskt lexikon

- Datos: Q4987712
- Multimedia: Ida Brander / Q4987712